# Ultramarijn

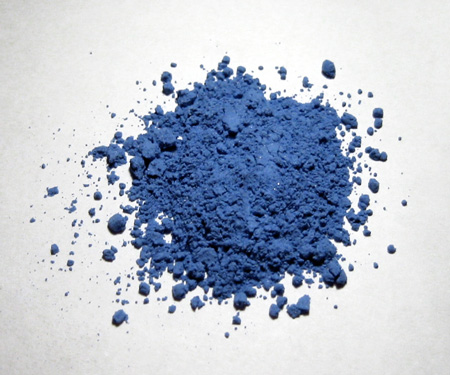
Natuurlijk ultramarijn

Ultramarijn (Duitse as) is een blauw pigment. Van nature wordt het pigment aangetroffen in het mineraal lazuriet, dat men onder andere kan vinden in het kostbare lapis lazuli.

## Geschiedenis
Het eerste aangetroffen gebruik van lapis lazuli als pigment stamt uit de 6e- en 7e-eeuwse grotschilderingen in Afghanistan. De schilderingen bevinden zich in als tempels ingerichte grotten die dicht bij de meest bekende bron van het mineraal liggen. Chinese schilderingen uit de 10e en 11e en Indiase muurschilderingen uit de 11e, 12e en 17e eeuw bevatten eveneens lapis lazuli.
Het pigment werd veel gebruikt gedurende 14e en 15e eeuw in Europa, waarheen het geïmporteerd werd, "van over de zee", hetgeen de naam ultramarijn verklaart. Het kwam in Europa via Venetië, zodat het pigment dan ook vooral door Italiaanse kunstenaars werd gebruikt, en veel minder in bijvoorbeeld Duitsland.
Omdat het pigment kostbaar was, werd het spaarzaam gebruikt, en bijvoorbeeld alleen voor de blauwen van de hoogste kwaliteit, zoals de kleding van Maria en Jezus. Kunstenaars gebruikten vaak het goedkopere azuriet als onderschildering. Toen in de 16e en 17e eeuw azuriet minder beschikbaar kwam, steeg de prijs van ultramarijn nog verder en werd het nog duurder dan goud.
Ultramarijn werd vooral gewaardeerd vanwege zijn briljante kleur en de grote lichtechtheid. Ultramarijn is echter zeer gevoelig voor zuren in waterige oplossingen en zuurdampen (zie hieronder bij Chemische eigenschappen). Daarom wordt ultramarijn nooit in fresco's gebruikt.

## Winning en productie

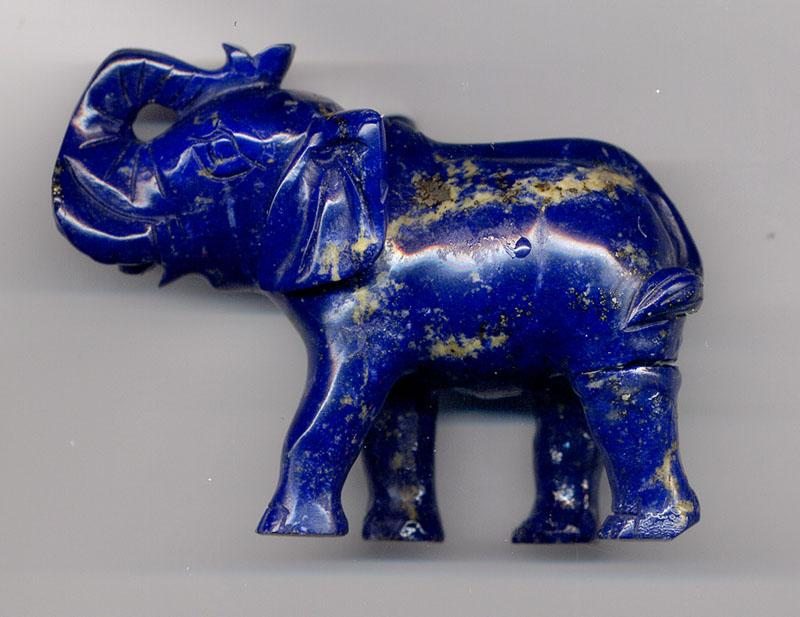
Een beeldje van hoge kwaliteit lapis lazuli. Er zijn goudkleurige insluitingen van pyriet zichtbaar. Het beeldje is 8 cm lang.

Natuurlijk ultramarijn is een moeilijk pigment om met de hand fijn te malen; met veel moeite ontstaat vanuit lapis lazuli slechts een bleek, grijsachtig blauw poeder. In het begin van de 13e eeuw kwam een verbeterde methode beschikbaar, later beschreven door de 15e-eeuwse kunstenaar Cennino Cennini. Het gemalen materiaal werd gemengd met gesmolten was, hars en olie. Deze massa werd in een doek gewikkeld en gekneed met een verdunde zeepachtige oplossing. De blauwe deeltjes verzamelen zich aan de onderzijde, terwijl de onzuiverheden en kleurloze kristallen in de grotere massa blijven. Dit proces werd een aantal malen herhaald, maar bij de eerste ronde werd het beste pigment gewonnen.
Als de halfedelsteen lapis lazuli als boven wordt bewerkt, resulteert er per kilogram steen slechts 20 tot 30 gram aan zuiver pigment (2 tot 3%). Dit verklaart de hoge prijs van het zuivere ultramarijn.
In 1787 ontdekte Goethe dat zich spontaan een blauwe stof vormde in kalkovens bij Palermo. Later werden deze blauwe afzettingen ook waargenomen door M. Tessäert in Saint Gobain. Hij gaf dit door aan de Société pour l'Encouragement d'Industrie, die in 1824 een prijs van 6000 frank uitloofde voor de kunstmatige productie van de kostbare kleurstof, voor een prijs van minder dan 300 frank per kilo. (Lapis lazuli kostte in die tijd 3000-5000 frank per pond.) De prijs werd vier jaar lang niet uitgereikt, omdat de ingezonden kleuren varianten waren op Pruisisch blauw.
Jean Baptiste Guimet (1826) en Christian Gmelin (1828) vonden beiden een proces uit om ultramarijn te produceren. De eerste hield zijn proces een tijd geheim. Op 4 februari 1828 kreeg Guimet echter toch de prijs. Gmelin maakte bezwaar door te beweren dat hij het proces eerder had ontdekt, maar Guimet behield de prijs. Sindsdien is ultramarijn zeer goedkoop geworden en wordt het in grote hoeveelheden gebruikt, zelfs om schrijfpapier lichtblauw te kleuren. Het ultramarijnblauw wordt vervaardigd uit kaolien,
soda, zwavel, en pek of houtskool. Dit wordt gestookt, waarbij een groene verfstof ontstaat. Bij afkoeling oxideert deze tot ultramarijnblauw.
Synthetisch ultramarijn wordt ook gebruikt als blauwsel voor de witte was. De blauwkleuring maskeert de vergeling van het wasgoed. In westerse landen is de functie van het blauwsel vrijwel geheel overgenomen door bleekmiddelen en optische witmakers, maar in India en Pakistan wordt blauwsel nog veel gebruikt.
Synthetisch ultramarijnblauw wordt vervaardigd uit kaolien, soda, zwavel, en pek of houtskool. Dit wordt gestookt, waarbij een groene verfstof ontstaat. Bij afkoeling oxideert deze tot ultramarijnblauw
De kleur van het synthetische ultramarijn is donkerder dan de stof die uit lapis lazuli wordt gewonnen.

## Gebruik in de schilderkunst
De kleur blauw van ultramarijn neigt naar magenta, waardoor het geschikt is om violetten te mengen. Het benadert secundair blauw. Bij het mengen met geel, ontstaat hierdoor een wat gedempte of "vuile" kleur groen. Sinds het einde van de achttiende eeuw bestaan er kleurenleren voor schilders waarin ultramarijn de rol van primair blauw krijgt. Omdat het pigment in feite dicht bij secundair blauw ligt, kan het die rol niet goed vervullen en is minstens een helder groen nodig om dit te compenseren. Fabrikanten van kunstschildersmaterialen brengen die combinatie vaak op de markt in kleine assortimenten van zes kleuren. Bij mengen met roodachtige aardkleuren ontstaan gewaardeerde tinten van grijs. Ultramarijn ontbreekt in vrijwel geen schilderskist.
De complementaire kleur van ultramarijnblauw is oranje.
Ultramarijn is in verschillende intensiteiten te koop, bijvoorbeeld een lichtere en een donkerder versie, en ook als een versie die sterk naar violet neigt.

## Gebruik in de cosmetica
Omdat ultramarijn onschadelijk voor de huid is, is het gebruik toegestaan in cosmetica. Het wordt met name gebruikt in decoratieve cosmetica zoals oogschaduw en schmink. De INCI-naam is CI 77007.

## Chemische eigenschappen
Zuiver ultramarijn heeft kleurcode Pigment Blue (PB) 29 77007. Het is een zwavelhoudend silicaat van natrium en aluminium, Na8-10Al6Si6O24S2-4. De kleur van het pigment wordt veroorzaakt door het S3−-radicaal, dat een ongepaard elektron bevat. Soms zit er ook wat chloor in het kristalrooster, dat triklien is.
Ultramarijn is gevoelig voor de inwerking van zuur in een waterige oplossing. Verdund HCl, HNO3, en H2SO4 vernietigen al snel de blauwe kleur, waarbij het gasvormige waterstofsulfide, H2S ontstaat en uit het mengsel ontsnapt. Het zwavelradicaal S3− dat de kleur geeft aan het ultramarijn, verbindt zich met twee positieve waterstofionen H+, onder achterlating van een elektron. Positieve waterstofionen zijn in ruime mate aanwezig in een zuur, maar in kleinere aantallen ook in zuiver water (evenals de negatief geladen OH−-ionen).